# Falsomesosella rondoni
Falsomesosella rondoni es una especie de escarabajo longicornio del género Falsomesosella, tribu Mesosini, subfamilia Lamiinae. Fue descrita científicamente por Breuning en 1963.

## Descripción
Mide 7,5-9 milímetros de longitud.

## Distribución
Se distribuye por Laos.